# ورود ملونة (مسلسل)
ورود ملونة مسلسل كويتي إنتاج عام 2020 مأخوذ عن رواية الكاتبة علياء الكاظمي «ورود ملونة» الصادرة عام 2009

## قصة العمل
أب يعيش حياة قاسية مع أولاده، وتسلط المؤلفة الضوء على بعض المفاهيم المغلوطة في مجتمعنا عبر شخصية «عبد الوهاب»، التي يجسدها الفنان إبراهيم الحربي، من خلال رغبته في إنجاب ولد يحمل اسمه ليرزق بأربعة بنات ثم يتزوج سيدة سورية تنجب له ابنة ليعود لزوجته الأولى «خالدة» سلمى سالم التي تنجب له ابنه الوحيد  كان من المقرر عرضه في رمضان 2020 لكنه تأجل بسبب نفشي وباء كورونا ليعود اسكتماله لاحقا

## الممثلون
- ابراهيم الحربي (عبد الوهاب)
- سلمى سالم (خالدة)
- انتصار الشراح (أم نبيل)
- لمياء طارق (هبة)
- ريم ارحمة (هتاف)
- ملاك (هند)
- مشاري البلام (عماد)
- خلود محمد (هالة)
- عبدالله البلوشي (هيثم)
- عبد المحسن القفاص (صهيب)
- إيمان الحسيني (جنات)
- روان العلي (سارة)